# 대한민국 민사소송법 제14조
대한민국 민사소송법 제14조는 선박이 있는 곳의 특별재판적에 대한 민사소송법조문이다.

## 조문
제14조(선박이 있는 곳의 특별재판적) 선박채권(船舶債權), 그 밖에 선박을 담보로 한 채권에 관한 소를 제기하는 경우에는 선박이 있는 곳의 법원에 제기할 수 있다.

## 참조조문
제31조(전속관할에 따른 제외) 전속관할(專屬管轄)이 정하여진 소에는 제2조, 제7조 내지 제25조, 제29조 및 제30조의 규정을 적용하지 아니한다.